# Waldheim (Saskatchewan)
Pour les articles homonymes, voir Waldheim (homonymie).
Waldheim est un bourg canadien du centre de la province de la Saskatchewan au nord de Saskatoon. Il compte 1237 habitants.

## Géographie
À vol d'oiseau, Waldheim se situe à 55 km au nord de Saskatoon et à 90 km au sud-ouest de Prince Albert. Le bourg est établi à 550 m d'altitude. Sa superficie est de 1,97 km2. Waldheim est une étape sur la route provinciale 312 (vers Martensville et Rosthern et Wakaw à l'est). Le territoire municipal est enclavé au centre de la municipalité rurale de Laird n° 404,. Du point de vue hydrographique, Waldheim se situe sur la ligne de partage des eaux entre les deux branches de la rivière Saskatchewan à proximité de leur confluence.
Waldheim est un petit centre commercial et de service local avec un arrière-pays agricole.

## Histoire
Le nom de Waldheim signifie village de la forêt en allemand (wald : forêt, heim : village). La colonisation agricole de la région se développe au cours des années 1890 avec l'établissement de Mennonites. Un bureau de poste s'y établi en 1900 et le chemin de fer (CNoR) arrive en 1909. En 1912 Waldheim est érigée en municipalité au statut de village et en 1967, elle obtient le statut de ville. Le village passe de 230 habitants en 1916 à plus de 500 dans les années 1950.

## Démographie
Au recensement de 2021, la municipalité urbaine de Waldheim atteint 1237 habitants sur 1,97 km2 tandis que la municipalité rurale de Laird en compte 1304 sur 725,42 km2.
| 1971 | 1976 | 1981 | 1986 | 1991 |
| ---- | ---- | ---- | ---- | ---- |
| 606  | 647  | 758  | 814  | 812  |

| 1996 | 2001 | 2006 | 2011  | 2016  |
| ---- | ---- | ---- | ----- | ----- |
| 841  | 889  | 868  | 1 035 | 1 213 |

| 2021  | - | - | - | - |
| ----- | - | - | - | - |
| 1 237 | - | - | - | - |

1976
, 1986
, 1996
, 2006
, 2016

## Personnalités
- Dave Schultz (1949- ) : hockeyeur sur glace, né à Waldheim ;
- Howard Dirks (1938-2018) : homme politique britanno-colombien, né à Waldheim.